# Summit (película)
Summit (título alternativo en italiano: Un corpo, una notte, en francés: Un corps, une nuit) es una película franco-italiana dirigida por Giorgio Bontempi, estrenada en 1968.

## Sinopsis
Paolo, un periodista italiano, viaja a París para asistir a una conferencia internacional con su fotógrafo y amigo cercano Alberto, donde vuelve a conectarse con su examante Annie. Ella tiene otro amante, Ulrich, un joven diseñador que le ofrece una vida más poética y sencilla que la de Paolo. A Alberto y Agathe, la amiga de Annie, les va tan bien que Paolo y Annie intentan volver a vivir juntos. Annie cree que se van de viaje a Estambul. Pero Paolo se ve obligado, por su trabajo, a pasar por Alemania del Este y Polonia.
Antes de Varsovia, Annie lo deja y regresa con Ulrich, quien le ofrece un billete de avión a Estados Unidos. Locamente enamorado, Paolo regresa a París e intenta recuperar a Annie, pero la joven va con Ulrich a Estados Unidos, por lo que Paolo se da por vencido.

## Reparto
- Gian Maria Volonté: Paolo.
- Mireille Darc: Annie.
- Olga Georges-Picot: Agathe.
- Giampiero Albertini: Berto.
- Erika Blanc: Olga.
- Carlo De Mejo: Ulrich.